# Interstate 95 (Floride)
Cet article traite d'une section intra-État de l'autoroute. Pour l'article traitant de l’autoroute au complet, référez-vous à Interstate 95.
L'interstate 95 en Floride constitue un segment de l'Interstate 95, qui parcourt tout l'est des États-Unis, passant dans les villes de Miami, Washington, Baltimore, Philadelphie, New York et Boston, en plus de traverser 15 États. La section en Floride de l'Interstate 95 suit aussi la côte Atlantique, soit à l'est de l'État, en traversant les 2 plus grandes villes de la Floride, soit Miami et Jacksonville. L'Interstate 95 en Floride mesure 615 kilomètres, et possède plus de 145 échangeurs dans l'État.
L'interstate 95 constitue l'autoroute la plus empruntée de l'État, surtout dans la région du grand Miami. Les autres autoroutes majeures de l'État sont l'Interstate 75 et le Florida's Turnpike. La 95 est aussi le principal lien entre les différentes villes de la côte Atlantique, suivant de près la route US 1.

## Description du tracé

### GrandMiami,Fort LauderdaleetWest Palm Beach
Le terminus sud de l'interstate 95 se situe au sud-ouest du centre-ville de Miami, sur la route US 1, qui se poursuit vers les banlieues sud-ouest de Miami (Kendall et Coral Gables) ou même vers Key West. Dès ses premiers mètres, elle devient une autoroute à accès limité surélevée, puis courbe vers le nord en passant à l'ouest du centre-ville. Plusieurs sorties mènent vers le centre-ville, notamment la sortie 1B (vers la US 41 ainsi que vers les 7th et 8th Street) ainsi que la sortie 2 vers le connecteur du centre-ville (Biscayne Ave.). La 95 offre une vue splendide sur les gratte-ciel de Miami, présents en grand nombre. 
Par la suite, au mile 3, soit à la sortie 3A, l'interstate 395 ainsi que la route 836, à péage, croisent l'I-95 dans un imposant échangeur du Overtown. 8 voies sont présentes sur cette section de l'autoroute, 4 dans chaque direction.

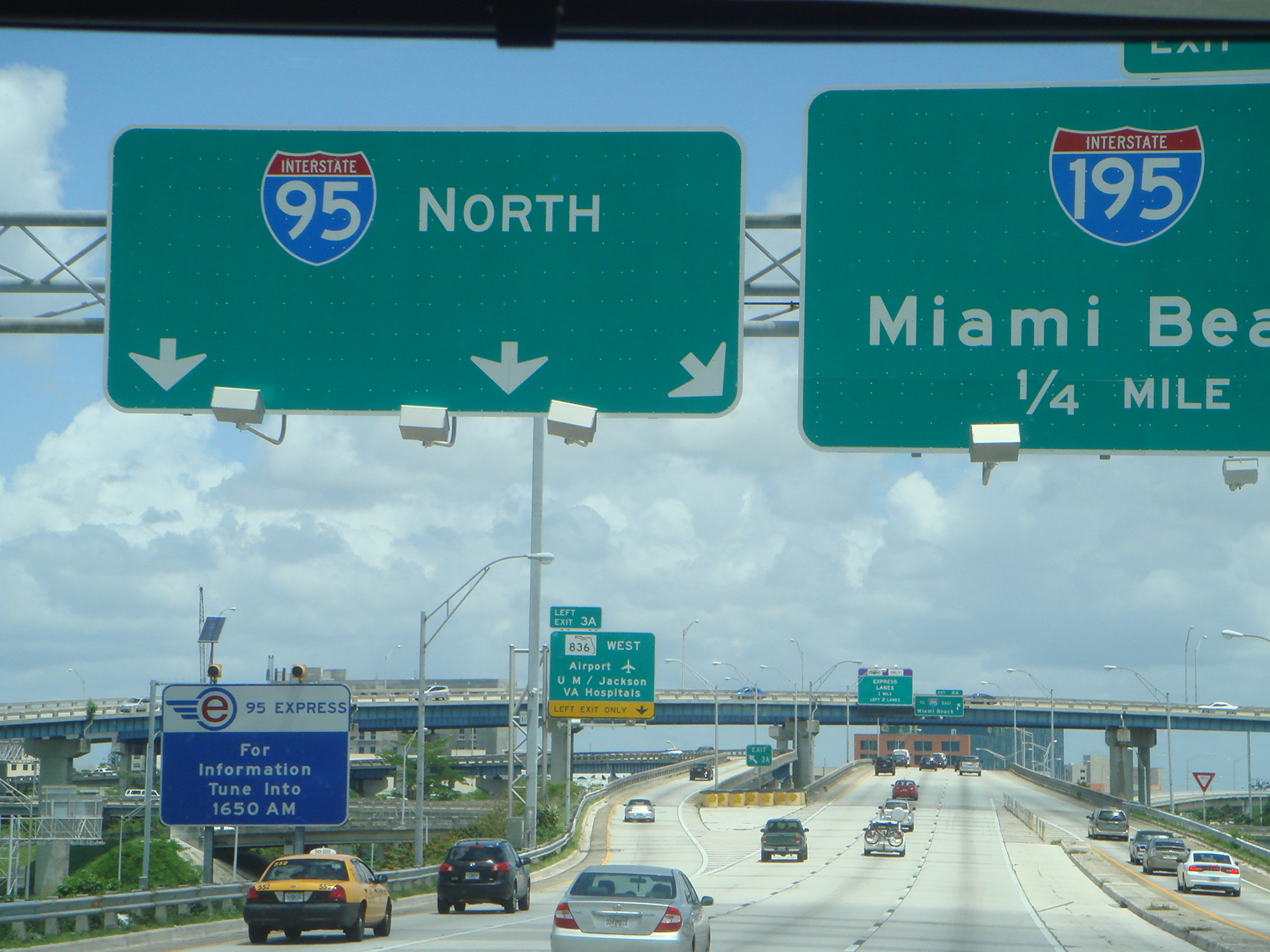
L'interstate 95 direction au nord, à la hauteur du mile 4 et de la sortie 4, près du Midtown Interchange, avec l'I-195 et la FL-112.

À peine 1 mile plus loin, à la sortie 4, c'est au tour de l'interstate 195 et à la route 112 de croiser la 95, vers Miami Beach et l'Aéroport international de Miami notamment. Cet échangeur est à 4 étages, et c'est entre le terminus sud de la 95 et ce point qu'elle est la plus empruntée dans toute la Floride, et particulièrement congestionnée lors des heures de pointes.

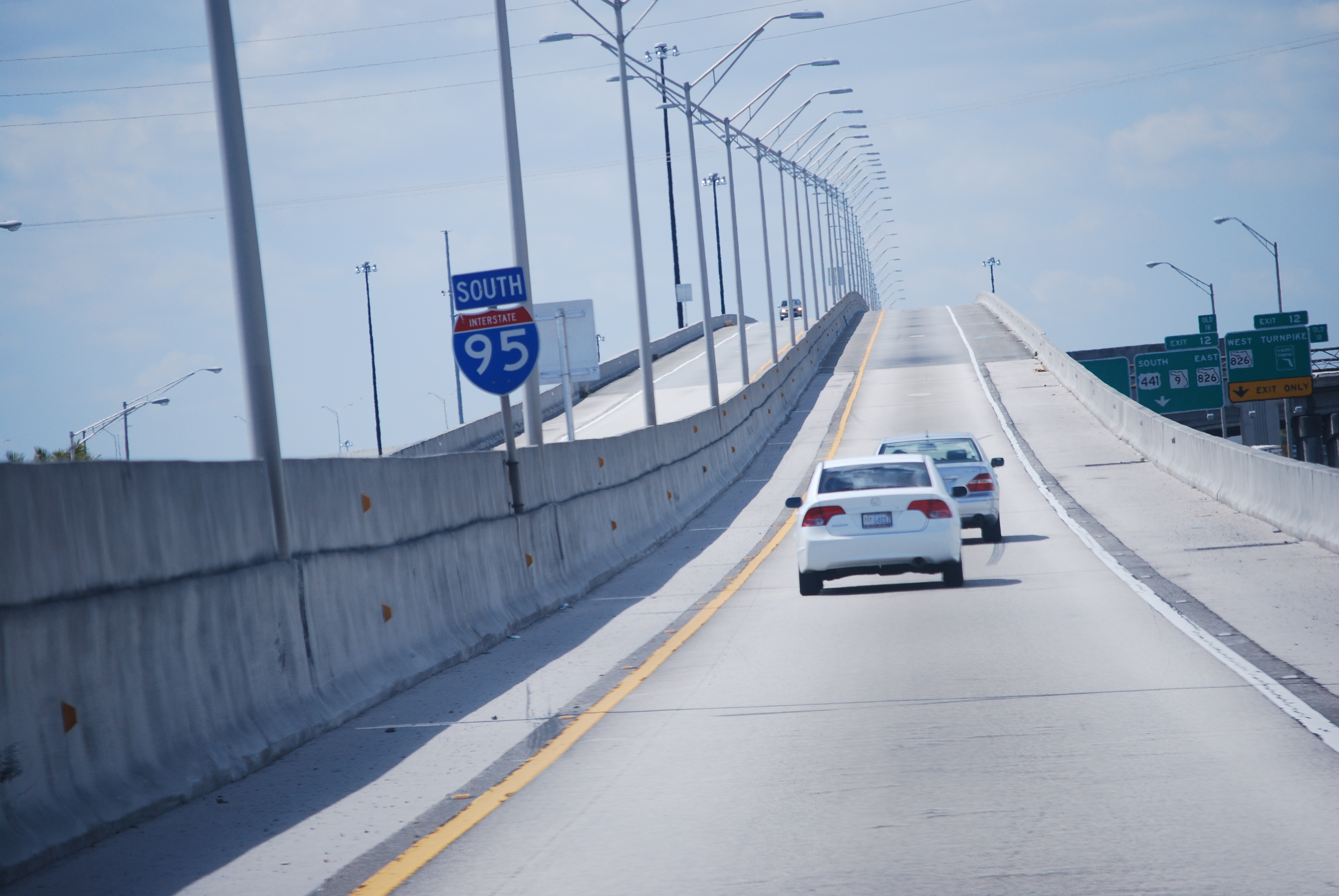
Les voies express de la I-95 à Miami Gardens, au mile 12.

Pour les 8 prochains miles, elle se dirige vers le nord en possédant 2 voies rapides à gauche de l'autoroute, traversant la région nord du Miami (voir la section liste des sorties pour les différents échangeurs, et ce, pour tout l'article). Au mile 12, à la sortie du même numéro, un échangeur très large et complexe relie la 95 à la US 441 ainsi qu'aux routes 826, 91 et 7 de Floride. C'est à cet endroit qu'elle courbe vers le nord-est pour 3 miles, traversant l'ouest du quartier d'Ojus, puis courbe vers le nord à nouveau, en possédant toujours 8 voies, dont une voie de chaque côté HOV, soit une voie express ne permettant pas l'accès aux différentes sorties de l'autoroute.
Pour les 8 prochains miles, elle passe à l'ouest de Hallandale Beach, Hollywood et Dania Beach, où un échangeur est présent à chaque mile environ. C'est au mile 24, tout juste au nord-ouest de l'Aéroport international de Fort Lauderdale-Hollywood, qu'elle croise l'Interstate 595 vers Fort Lauderdale ou Tampa Bay. Pour la prochaine section, elle possède 10 voies, 5 dans chaque direction.

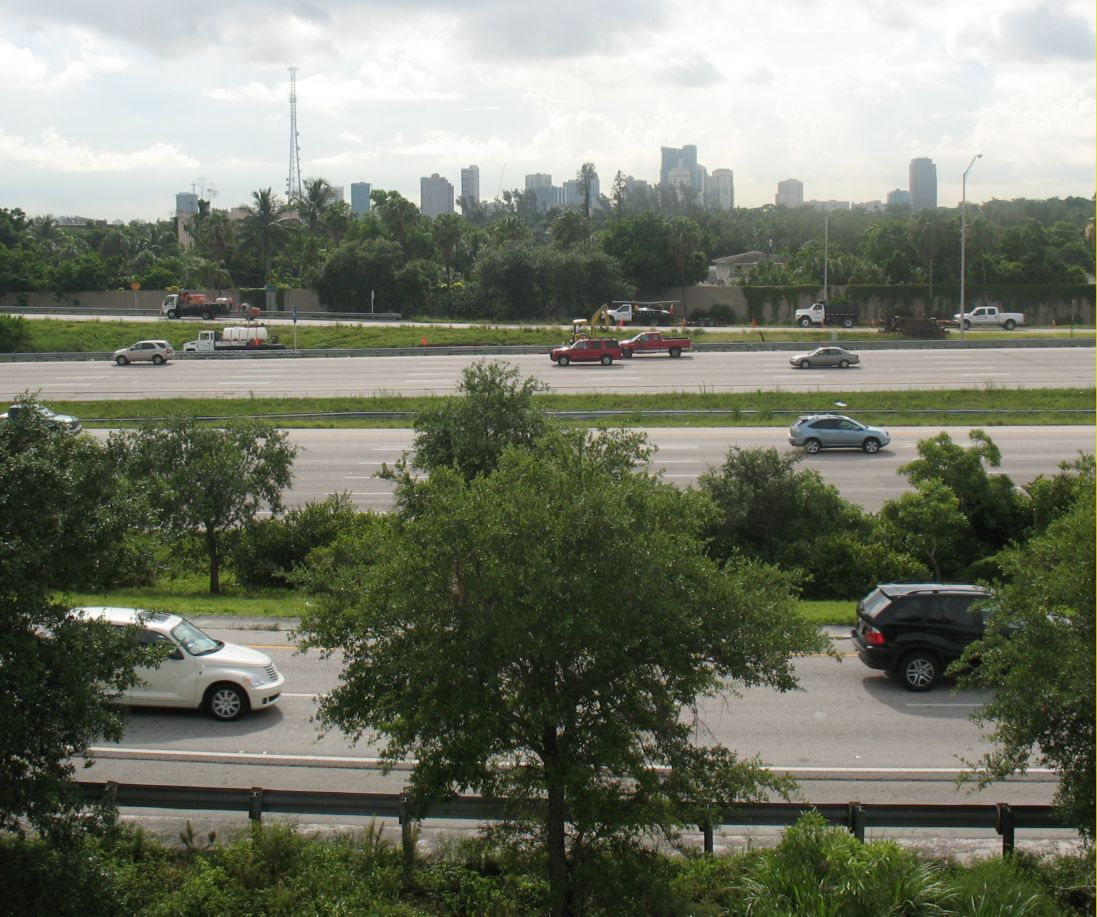
La I-95 à Fort Lauderdale.

Pour les prochains 60 miles, elle suit une orientation nord-sud en traversant la région de Fort Lauderdale, Deerfield Beach et Lake Worth, en possédant de 8 à 10 voies, en courbant légèrement vers l'est à quelques reprises.
À partir du mile 70, soit à Palm Beach et West Palm Beach, elle quitte progressivement la grande région de Miami-Fort Lauderdale en se dirigeant toujours vers le nord, puis elle suit de très près, sur 60 miles, le Florida's Turnpike, qu'elle croise à de nombreuses reprises, sans toutefois posséder d'échangeurs avec elle. En effet, le turnpike ne possède que quelques échangeurs, tandis que la 95 est la principale autoroute collectrice, le turnpike servant davantage comme lien express. Dans cette section, elle passe notamment à l'ouest de Port Sainte-Lucie et de Fort Pierce.

### Floride Centrale
Par la suite, la 95 se dirige toujours vers le nord en possédant 4 voies. Elle passe notamment à l'ouest de Vero Beach (mile 147) et Palm Bay (mile 180). Dans la région de Merritt Island, entre les miles 205 et 212, elle croise la route 528 de Floride, qui se dirige notamment vers Cape Canaveral et Orlando. Pour les 100 prochains miles, elle devient l'autoroute principale de la côte, en traversant une zone beaucoup moins urbanisée, en passant à l'ouest de Titusville (mile 220), Daytona Beach (mile 260), où elle croise notamment l'Interstate 4 vers Orlando et Tampa Bay, et Palm Coast (mile 269). Entre les miles 311 et 316, elle passe à l'ouest de St. Augustine, puis 10 miles plus au nord, la région devient de plus en plus urbanisée alors qu'elle s'approche de la plus grande ville de la Floride, Jacksonville,.

### Jacksonville et le nord de la Floride
Dans Jacksonville, elle suit une orientation nord-sud, en croisant l'Interstate 295, la voie de controunement de Jacksonville. Elle contourne le centre-ville par le sud-ouest, entre les miles 348 et 354, et au mile 352, elle croise l'Interstate 10, vers tout le sud des États-Unis. Ce point est aussi le terminus est de la I-10. En quittant Jacksonville par le nord, croisant à nouveau l'I-295 et passant à l'est de l'aéroport de Jacksonville, elle devient très empruntée, alors qu'elle passe à l'ouest de Yulee. Au mile 381, à Becker, elle traverse la rivière St. Mary's, soit la frontière entre la Floride et la Géorgie, signifiant la fin de la section de la 95 en Floride.

## Histoire

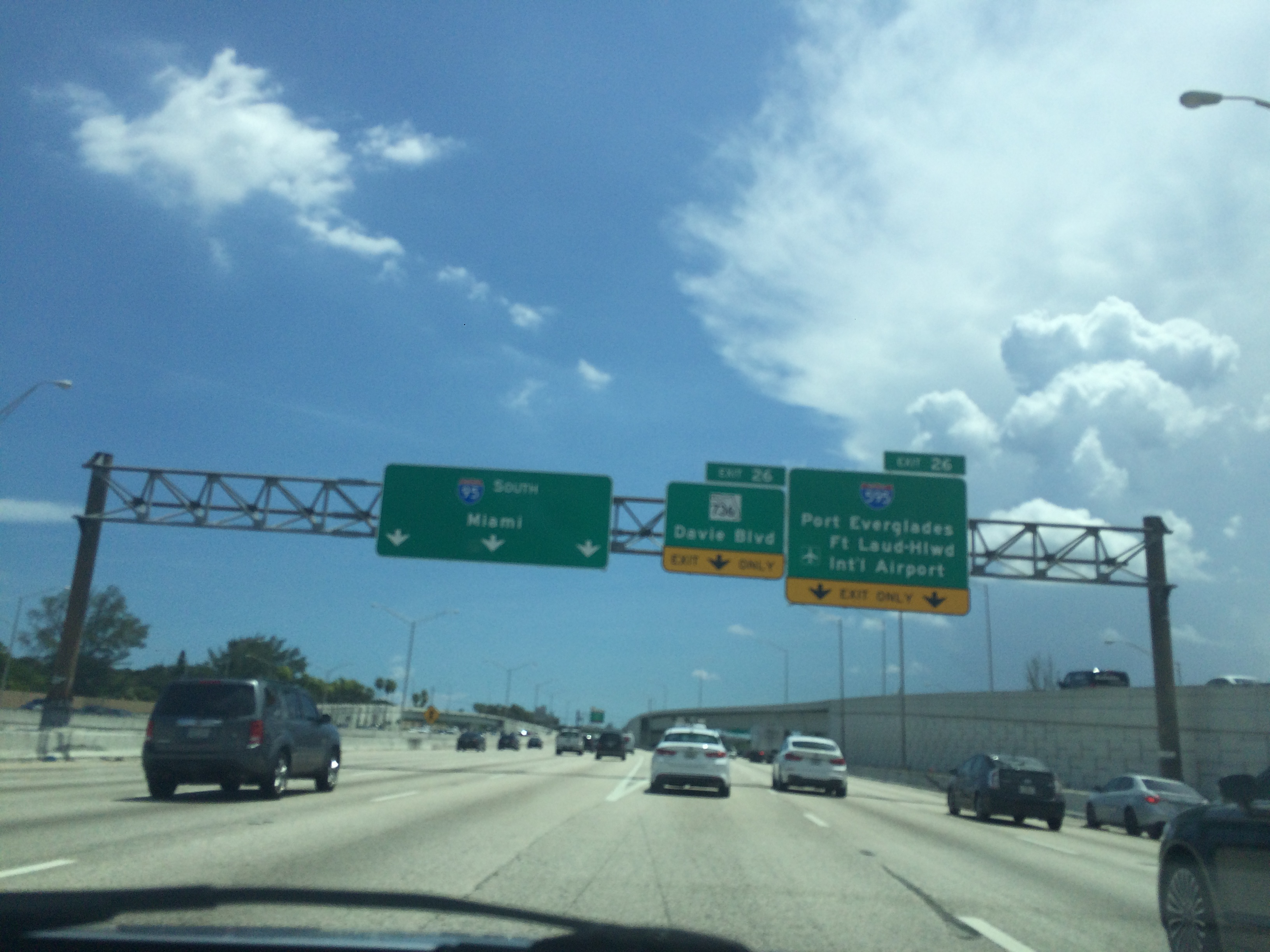
L'Interstate 95 direction sud, à la hauteur de Fort Lauderdale, au mile 25, à la jonction avec l'Interstate 575.

L'Interstate 95 a été initialement signée en 1959, et la première section à être ouverte à la circulation était à Jacksonville en 1960. Un an plus tard, une courte section juste au nord de la I-195 à Miami a ouvert. Le Miami News a vanté, en 1956, la construction de ce qui allait devenir la I-95 à Miami en tant qu'un "... programme de résorption des bidonvilles». La majeure partie de la construction a été concentrée entre Jacksonville et Daytona Beach au début des années 1960. À la fin de la décennie, la route était complètement ouverte à partir de l'US 17, juste au sud de la frontière avec la Géorgie, jusqu'à l'Interstate 4 à Daytona Beach (la Géorgie n'avait pas terminée sa partie de l'I-95 au moment de l'achèvement de la section en Floride). Le segment de Fort Lauderdale à Miami était complet en 1970. En 1976, presque toute l'autoroute était complète de la frontière avec la Géorgie à Fort Pierce ainsi que de Palm Beach Gardens à Miami.
En 2002, l'I-95, ainsi que la plupart des autoroutes de la Floride, ont basculé d'un système de numérotation séquentielle à un système de numérotation de sortie sur la base du kilométrage.

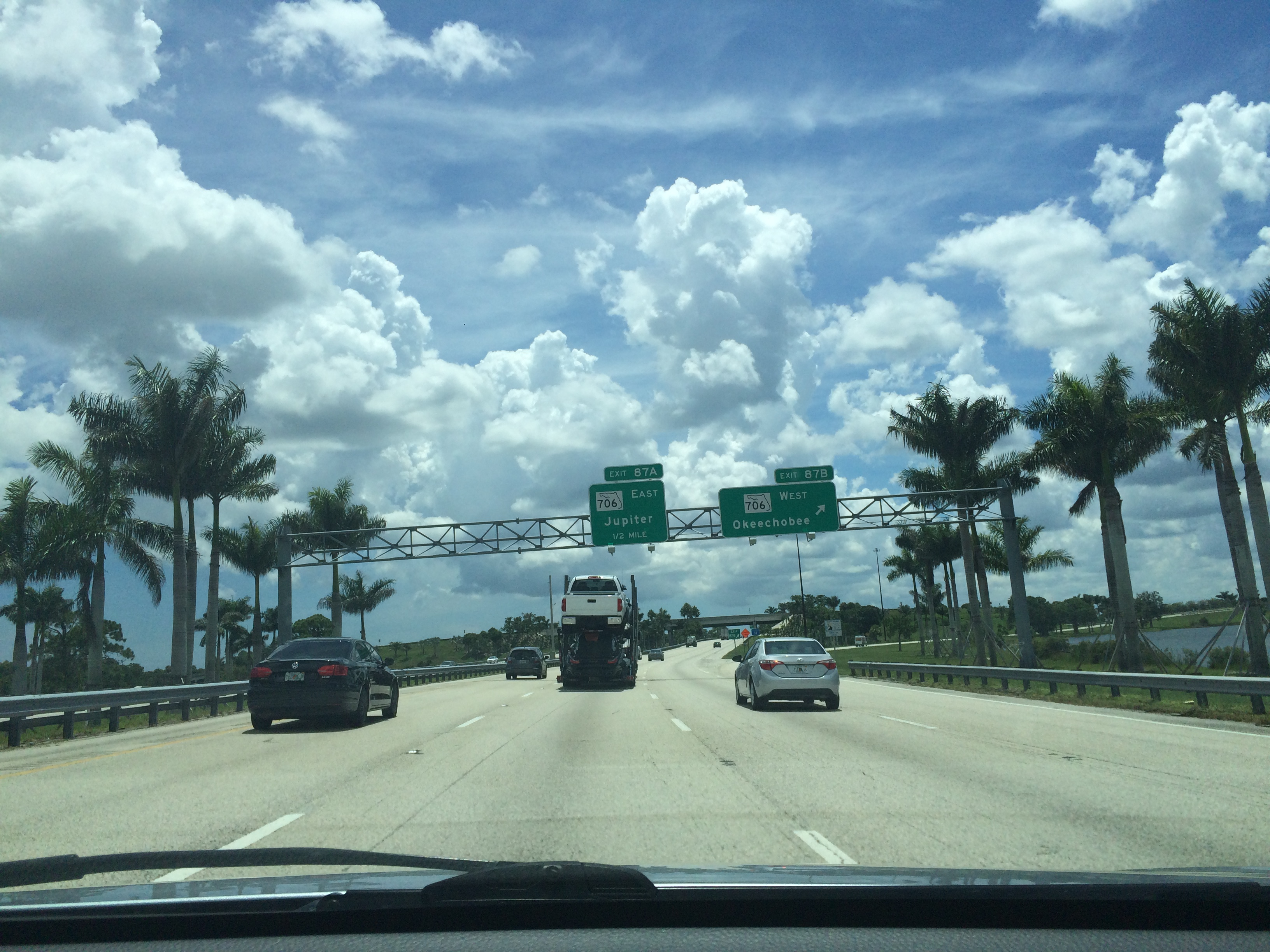
L'I-95 direction sud, au mile 87, à Jupiter.

Le Bureau of Public Roads a approuvé un alignement de l'Interstate 95 qui a enlevé 41 miles (66 km) de l'autoroute à péage de la PGA Boulevard (route 786) à Palm Beach Gardens, du nord de la route 70 jusqu'à Fort Pierce dans les années 1950 . Au milieu des années 1960, le ministère du service routier a autorisé le comptage de la circulation, qui sera effectué pour déterminer si la séparation de l'Interstate 95 du turnpike était possible, avec des arguments stipulant que l'aide d'un alignement simultané coûtait de l'argent à la Floride pour le financement des routes fédérales, mais non sans inquiétudes de perdre les bénéfices du turnpike. L'Interstate 95 a reçu un alignement séparé du Florida's Turnpike en 1973.
Au fil du temps, l'autoroute a adopté une voie séparée près de la route US 1, y compris le parallèlement au Florida's Turnpike entre Stuart et Palm Beach Gardens et a été à l'origine prévue pour être achevée en 1972. Cependant, la résistance par les fonctionnaires du comté de Martin en raison de problèmes de croissance et environnementaux indésirables a retardé l'achèvement de l'autoroute pendant 15 ans, exigeant de ceux qui voulaient voyager à travers la Treasure Coast de prendre soit la route US 1, plus lente, ou le Florida's Turnpike, beaucoup plus rapide. Cette section, ouverte à la circulation le 19 décembre 1987, a fait en sorte que l'I-95 était désormais une seule autoroute entre Miami et la frontière avec la Géorgie.

## Autoroutes auxiliaires

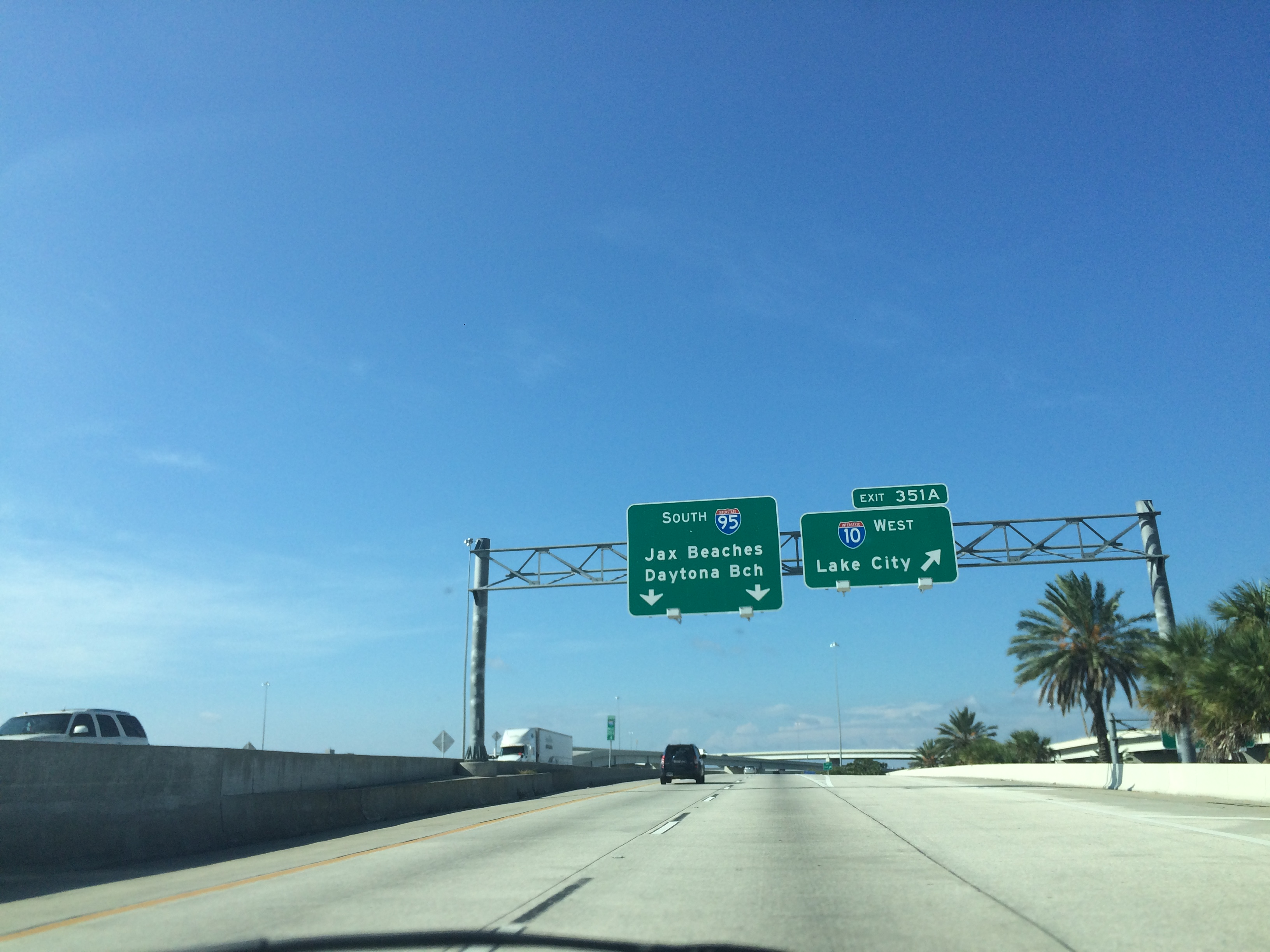
L'autoroute en direction sud, à Jacksonville, à la hauteur du mile 351 (jonction avec l'Interstate 10).

- L'interstate 195 est une courte autoroute reliant l'Interstate 95 au nord de Miami Beach, passant sous la Julia Tuttle Causeway.
- L'interstate 295 est l'autoroute de contournement de Jacksonville, en complétant une boucle autour de la ville longue de plus de 61 miles (98 km).
- L'interstate 395 est une très courte autoroute située juste au nord du centre-ville de Miami, reliant la 95 au secteur sud de Miami Beach et à la MacArthur Causeway.
- L'interstate 595 est une autoroute reliant la 75 et la 95 à Fort Lauderdale, à son aéroport et au Port Everglades.

## Aires de service
De nombreux aires de service, incluant plusieurs restaurants, aires de repos et stations-service, sont présents le long de l'autoroute.
| Ville                                                         | Mile | Côté        | Type |
| ------------------------------------------------------------- | ---- | ----------- | ---- |
| Stuart                                                        | 107  | nord et sud |      |
| Lakewood Park                                                 | 137  | nord et sud |      |
| Palm Bay                                                      | 168  | nord et sud |      |
| Mims                                                          | 226  | nord et sud |      |
| Ormond Beach                                                  | 270  | nord et sud |      |
| Summer Haven                                                  | 301  | nord et sud |      |
| Durbin Crossing                                               | 330  | nord et sud |      |
| - Aire de repos avec commerces - Aire de repos sans commerces |      |             |      |

## Disposition des voies
- 4 voies du mile 0 à 1 (jusqu'à la sortie 1A)
- 6 voies du mile 1 au mile 1.5 (sortie 1B)
- 8 voies du mile 1.5 au mile 3 (Miami Centre-Ville)
- 10 à 12 voies entre le mile 3 et 12 (voies HOV), soit jusqu'à Miami Gardens
- 8 voies entre le mile 12 et 16 (1 voie HOV dans chaque direction), soit jusqu'à Ojus
- 10 voies entre le mile 16 et 38 (1 voie HOV dans chaque direction), soit jusqu'à Pompano Beach
- 8 voies entre le mile 38 et 50 (1 voie HOV dans chaque direction), soit jusqu'à Delray Beach
- 10 voies entre le mile 50 et 79, soit jusqu'à Palm Beach Gardens
- 6 voies entre le mile 79 et 152 (soit jusqu'à Fort Pierce)
- 4 voies entre le mile 152 et 260, soit jusqu'à Daytona Beach
- 6 voies entre le mile 260 et 337, soit jusqu'au sud de Jacksonville
- 8 voies entre le mile 337 et 358, soit le grand Jacksonville
- 6 voies jusqu'au mile 382, soit la frontière avec la Géorgie

## Liste des échangeurs
| Liste des sorties et échangeurs de l'Interstate 95 en Floride | Liste des sorties et échangeurs de l'Interstate 95 en Floride | Liste des sorties et échangeurs de l'Interstate 95 en Floride | Liste des sorties et échangeurs de l'Interstate 95 en Floride                           | Liste des sorties et échangeurs de l'Interstate 95 en Floride | Liste des sorties et échangeurs de l'Interstate 95 en Floride |
| Localisation                                                  | Mile                                                          | km                                                            | #                                                                                       | Intersection / Destinations | Notes |
| ------------------------------------------------------------- | ------------------------------------------------------------- | ------------------------------------------------------------- | --------------------------------------------------------------------------------------- | --- | --- |
| Miami                                                         | 0,000                                                         | 0,000                                                         | US 1 sud, vers FL Turnpike sud, Coral Gables, Kendall, South Miami, Homestead, Key West | US 1 sud, vers FL Turnpike sud, Coral Gables, Kendall, South Miami, Homestead, Key West | Terminus sud de l'Interstate 95 dans tous les États-Unis; Extrémité sud de l'I-95 en Floride                                                                           |
| Miami                                                         | 0,469                                                         | 0,755                                                         | 1A                                                                                      | Rickenbacker Causeway, FL-913, Key Biscayne, Miami | Sortie sud et entrée nord seulement; vers le Seaquarium, Viscaya, Science Museum, Planetarium                                                                          |
| Miami                                                         | 1,558                                                         | 2,507                                                         | 1B                                                                                      | US 41 (7th et 8th Streets), vers Brickell Ave. et 3rd Ave. | |
| Miami                                                         | 2,026                                                         | 3,261                                                         | 2A                                                                                      | Downtown Distributor, vers US 1 (Biscayne Ave.), 2nd Ave. et 1st Street – MIAMI CENTRE-VILLE | échangeur avec la sortie 2C direction sud |
| Miami                                                         | 2,026                                                         | 3,261                                                         | 2C                                                                                      | Miami Ave., centre-ville | aucune sortie nord |
| Miami                                                         | 3,186                                                         | 5,127                                                         | 2B                                                                                      | NW 2nd Street, Miami, aréna | sortie nord et entrée sud seulement |
| Miami                                                         | 3,186                                                         | 5,127                                                         | 3B                                                                                      | NW 8th Street – Port de Miami, Marlins Park, Miami | sortie sud et entrée nord seulement |
| Miami                                                         | 3,186                                                         | 5,127                                                         | 2D                                                                                      | I-395 est, vers US 41 est (MacArthur Causeway, pont à péage) et FL-A1A nord – Miami Beach, Overtown, Carnival Center | Midtown Interchange; signalisation direction nord en tant que sortie 2D; partie est de l'échangeur                                                                     |
| Miami                                                         | 3,186                                                         | 5,127                                                         | 3A                                                                                      | FL-836 ouest (autoroute à péage), West Miami, Miami Springs, Hôpitaux et Aéroport international de Miami (MIA) | section ouest du Midtown Interchange; numéroté 3A; Début des voies HOV express direction nord                                                                          |
| Miami                                                         | 4,844                                                         | 7,796                                                         | 4                                                                                       | I-195 est, FL-112 ouest (autoroute à péage), vers US 27 nord – Miami Beach, Aéroport international de Miami, Hialeah | signalisé 4A vers l'est et 4B vers l'ouest; vers le Julia Tuttle Causeway                                                                                              |
| Miami                                                         | 6,227                                                         | 10,021                                                        | 6A                                                                                      | NW 62nd Street (Dr. Martin Luther King Jr. Blvd.) | |
| Miami                                                         | 6,608                                                         | 10,635                                                        | 6B                                                                                      | NW 69th Street | sortie sud et entrée nord seulement |
|                                                               | 7,329                                                         | 11,795                                                        | 7                                                                                       | FL-934 (NW 79/81th Street), North Bay Village, Hialeah | |
| 8,285                                                         | 13,333                                                        | 8A                                                            | NW 95th Street                                                                          | | |
| 8,794                                                         | 14,153                                                        | 8B                                                            | FL-932 (NW 103th Street) – Miami Shores                                                 | | |
| 9,799                                                         | 15,770                                                        | 9                                                             | FL-924 (NW 119th Street), vers Gratigny Pkwy., Biscayne Park, North Miami, Hialeah      | sortie nord et entrée sud seulement | |
| North Miami                                                   | 10,176                                                        | 16,377                                                        | 10A                                                                                     | FL-922 (NW 125th Street), Opa-locka, Bal Harbour | |
| North Miami                                                   | 10,854                                                        | 17,468                                                        | 10B                                                                                     | FL-916 (NW 135th Street, Opa-locka Blvd.) | |
|                                                               | 11,827                                                        | 19,034                                                        | 11                                                                                      | NW 151th Street | sortie nord et entrée sud |
| Miami Gardens                                                 | 12,848                                                        | 20,677                                                        | 12ABC                                                                                   | FL-826 ouest (Palmetto Epwy.); vers Florida's Turnpike; FL-7, FL-9, FL-826 est, US 441 nord – Miami Gardens, Hialeah, North Miami Beach, West Park, Plantation, North Miami | Golden Gates Interchange (échangeur complet en losange); accès au Florida's Turnpike via le nord (sortie 12A); numéroté 12A, 12B et 12C; La 95 courbe vers le nord-est |
| North Miami Beach                                             | 14,377                                                        | 23,138                                                        | 14                                                                                      | FL-860, Ojus, Miami Gardens | |
| Hallandale Beach                                              | 16,574                                                        | 26,673                                                        | 16                                                                                      | Ives Dairy Road, NW 203th Street – Hallandale Beach, Miami Gardens | La 95 courbe vers le nord |
| Hallandale Beach                                              | 18,025                                                        | 29,008                                                        | 18                                                                                      | FL-858 (Hallandale Beach Blvd.), Pembroke Park, Hallandale Beach centre | |
| Hallandale Beach                                              | 18,794                                                        | 30,246                                                        | 19                                                                                      | FL-824 (Pembroke Road), West Park | |
| Hollywood                                                     | 19,816                                                        | 31,891                                                        | 20                                                                                      | FL-820 (Hollywood Blvd.) – Pembroke Pines, Hollywood centre | |
| Hollywood                                                     | 21,384                                                        | 34,414                                                        | 21                                                                                      | FL-822 (Sheridan Street) – Cooper City | |
| Hollywood                                                     | 22,416                                                        | 36,075                                                        | 22                                                                                      | FL-848 (Stirling Road), Davie, Dania Beach | |
| Dania Beach                                                   | 23,433                                                        | 37,712                                                        | 23                                                                                      | FL-818 (Griffin Road) – Cooper City, Weston | |
| Fort Lauderdale                                               | 24,803                                                        | 39,917                                                        | 24                                                                                      | I-595 (Port Everglades Epwy.), vers Florida's Turnpike, l'I-75 ouest, la US 1 et l'Aéroport international de Fort Lauderdale-Hollywood (FLL) – Plantation, Davie, Port Everglades, Cape Coral, Tampa Bay (via I-575 ouest et I-75 ouest); Coral Springs (via Turnpike); Fort Lauderdale, Hollywood (via US 1) | Rainbow Interchange; sortie 10 de l'I-595; principal lien depuis la 95 vers Tampa Bay; Alligator Alley                                                                 |
| Fort Lauderdale                                               | 25,245                                                        | 40,628                                                        | 25                                                                                      | FL-84 (Marina Mile Road) | |
| Fort Lauderdale                                               | 26,500                                                        | 42,648                                                        | 26                                                                                      | FL-736 (Davie Blvd.) – Davie, Plantation | ancienne sortie 26CD direction sud |
| Fort Lauderdale                                               | 27,531                                                        | 44,307                                                        | 27                                                                                      | FL-842 (Broward Blvd.; Las Olas Blvd.) – Fort Lauderdale centre-ville, Plantation | |
| Fort Lauderdale                                               | 28,553                                                        | 45,952                                                        | 29                                                                                      | FL-838 (Sunrise Blvd.) – Plantation centre, Lauderhill | |
| Oakland Park                                                  | 30,713                                                        | 49,428                                                        | 31                                                                                      | FL-816 (Oakland Park Blvd.) – Wilton Manors, Lauderdale Lakes | numéroté 31A et 31B en direction nord |
| Oakland Park                                                  | 32,339                                                        | 52,045                                                        | 32                                                                                      | FL-870 (Commercial Blvd.) – Lauderhill, North Lauderdale, Fort Lauderdale | |
| Oakland Park                                                  | 33,553                                                        | 53,998                                                        | 33                                                                                      | Cypress Creek Road | numérotée 31A et 31B direction nord |
| Pompano Beach                                                 | 35,635                                                        | 57,349                                                        | 36                                                                                      | FL-814 (Atlantic Blvd.) – Margate, Coral Springs | signé 36A et 36B direction nord |
| Pompano Beach                                                 | 37,694                                                        | 60,663                                                        | 38                                                                                      | Copans Road | numérotée 38A et 38B direction nord |
| Deerfield Beach                                               | 38,840                                                        | 62,507                                                        | 39                                                                                      | FL-834 (Sample Rd.) – Lighthouse Point, Coral Springs | |
| Deerfield Beach                                               | 40,922                                                        | 65,858                                                        | 41                                                                                      | FL-869 (autoroute à péage direction ouest, Sawgrass Expwy.), vers Turnpike – Deerfield Beach centre, Coconut Creek | |
| Deerfield Beach                                               | 41,883                                                        | 67,404                                                        | 42                                                                                      | FL-810 (Hillsboro Blvd.) | signé 42A et 42B direction nord |
| Boca Raton                                                    | 44,130                                                        | 71,020                                                        | 44                                                                                      | Palmetto Park Road, vers FL-809 | |
| Boca Raton                                                    | 45,361                                                        | 73,001                                                        | 45                                                                                      | FL-808 (Glades Rd.) | |
| Boca Raton                                                    | 47,818                                                        | 76,956                                                        | 48                                                                                      | FL-794 (Yamato Rd.) – Highland Beach | |
| Boca Raton                                                    | 49,677                                                        | 79,947                                                        | 50                                                                                      | Congress Ave. | |
| Delray Beach                                                  | 50,969                                                        | 82,027                                                        | 51                                                                                      | Linton Blvd. | |
| Delray Beach                                                  | 52,509                                                        | 84,505                                                        | 52                                                                                      | FL-806 (Atlantic Ave.) | |
| Boynton Beach                                                 | 56,344                                                        | 90,677                                                        | 56                                                                                      | Woolbright Rd. | |
| Boynton Beach                                                 | 57,339                                                        | 92,278                                                        | 57                                                                                      | FL-804 (Boynton Beach Blvd.) – Boynton Beach Cente | |
| Boynton Beach                                                 | 58,853                                                        | 94,715                                                        | 59                                                                                      | Gateway Boulevard – Lantana | |
| Lantana                                                       | 60,343                                                        | 97,113                                                        | 60                                                                                      | Hypoluxo Rd. | |
| Lantana                                                       | 61,377                                                        | 98,777                                                        | 61                                                                                      | Lantana Rd. – Lantana Centre, Atlantis | |
| Lake Worth                                                    | 62,868                                                        | 100,176                                                       | 63                                                                                      | vers FL-802 (Lake Worth Rd.), S 6th Ave., vers US 1 | |
| West Palm Beach                                               | 66,087                                                        | 106,357                                                       | 66                                                                                      | FL-882 (Forest Hill Rd.) – Greenacres | |
| West Palm Beach                                               | 67,539                                                        | 108,693                                                       | 68                                                                                      | US 98, FL-80 (Southern Blvd.) – West Palm Beach Centre, Wellington, Belle Glade | |
| West Palm Beach                                               | 68,558                                                        | 110,333                                                       | 69                                                                                      | Belvedere Rd. – Aéroport international de Palm Beach | signé 69A et 69B direction nord |
| West Palm Beach                                               | 69,760                                                        | 112,268                                                       | 70                                                                                      | Okeechobee Blvd. ( FL-704) – West Palm Beach centre | |
| West Palm Beach                                               | 71,015                                                        | 114,288                                                       | 71                                                                                      | Palm Beach Lakes Blvd. | |
| West Palm Beach                                               | 73,799                                                        | 118,768                                                       | 74                                                                                      | County Road 702 (45th Street) | |
| Riviera Beach                                                 | 75,549                                                        | 121,584                                                       | 76                                                                                      | FL-708 (Blue Heron Blvd.) | |
| Palm Beach Gardens                                            | 77,307                                                        | 124,414                                                       | 77                                                                                      | County Road 809A (Northlake Blvd.) – North Palm Beach, Lake Park | |
| Palm Beach Gardens                                            | 79,503                                                        | 127,948                                                       | 79                                                                                      | FL-786 (PGA Blvd.) | signé 79A et 79B direction nord |
| Palm Beach Gardens                                            | 79,904                                                        | 128,593                                                       | 79C                                                                                     | County Road 809 (Military Trail) | sortie sud et entrée nord seulement |
| Palm Beach Gardens                                            | 82,909                                                        | 133,429                                                       | 83                                                                                      | Donald Ross Blvd. – Juno Beach | |
| Jupiter                                                       | 86,704                                                        | 139,537                                                       | 87                                                                                      | FL-706 (Indiantown Road) – Okeechobee, Jupiter | signé 87A et 87B direction nord; La 95 quitte la région du Grand Miami-Fort Lauderdale                                                                                 |
|                                                               | 96,064                                                        | 154,600                                                       | 96                                                                                      | County Road 708 (Bridge Road) – Hobe Sound, Indiantown | |
| 100,836                                                       | 162,280                                                       | 101                                                           | FL-76 (Kanner Highway) – Indiantown, Stuart                                             | | |
| 102,435                                                       | 164,853                                                       | 102                                                           | County Road 713 (High Meadow Ave.) – Palm City                                          | La 95 tourne vers l'ouest, puis passe sous le Turnpike au mile 103, avant de revenir vers le nord au mile 107 | |
| 110,253                                                       | 177,435                                                       | 110                                                           | County Road 714 (Martin Hwy.) – Palm City, Stuart                                       | | |
| Port Sainte-Lucie                                             | 113,662                                                       | 182,921                                                       | 113                                                                                     | Becker Rd. | échangeur ouvert le 30 juillet 2009 |
| Port Sainte-Lucie                                             | 117,745                                                       | 189,492                                                       | 118                                                                                     | Gatlin Blvd., Tradition Pkwy. – Port Sainte-Lucie Centre | |
| Port Sainte-Lucie                                             | 119,977                                                       | 193,084                                                       | 120                                                                                     | Crosstown Pkwy. | échangeur ouvert le 28 mars 2009 |
| Port Sainte-Lucie                                             | 121,195                                                       | 195,044                                                       | 121                                                                                     | Sainte-Lucie West Blvd. | |
| Port Sainte-Lucie                                             | 125,593                                                       | 202,122                                                       | 126                                                                                     | County Road 712 (Midway Rd.) | 1 mile (1,6 km) plus loin, elle passe à nouveau sous le Florida's Turnpike                                                                                             |
| Fort Pierce                                                   | 128,858                                                       | 207,377                                                       | 129                                                                                     | FL-70, vers Florida's Turnpike, Okeechobee, Arcadia, Orlando | plusieurs restaurants et stations-service le long de cette sortie |
| Fort Pierce                                                   | 131,089                                                       | 210,967                                                       | 131                                                                                     | FL-68 (Orange Ave.) – Fort Drum | signé 131A et 131B direction nord |
|                                                               | 137,561                                                       | 221,383                                                       | 138                                                                                     | FL-614 (Indrio Rd.) – Lakewood Park, Indrio | |
| 146,285                                                       | 236,292                                                       | 147                                                           | FL-60 – Vero Beach, Lake Wales                                                          | | |
| 155,960                                                       | 250,993                                                       | 156                                                           | County Road 512 – Fellsmere, Sebasian, Wabasso                                          | 17 miles (27 km) sans sortie | |
| Palm Bay                                                      | 173,203                                                       | 278,743                                                       | 173                                                                                     | FL-514 (Malabar Road) – Malabar, Palm Bay | |
| Palm Bay                                                      | 176,191                                                       | 283,552                                                       | 176                                                                                     | County Road 516 (Palm Bay Rd.) – Palm Bay Centre | |
| Melbourne                                                     | 180,592                                                       | 290,635                                                       | 180                                                                                     | US 192, FL-500 (New Haven Ave.) – Deer Park, Melbourne Centre, Saint-Cloud, Orlando | |
| Melbourne                                                     | 183,457                                                       | 295,245                                                       | 183                                                                                     | FL-518 (Eau Gallieni Blvd.) – Indian Harbour Beach | |
| Melbourne                                                     | 188,447                                                       | 303,276                                                       | 188                                                                                     | FL-404 (Pineda Cswy.) – South Patrick Shores | échangeur ouvert le 11 mai 2011 |
| Melbourne                                                     | 191,093                                                       | 307,534                                                       | 191                                                                                     | County Road 509 (Wickham Rd.) – Pineda | |
| Rockledge                                                     | 195,714                                                       | 314,971                                                       | 195                                                                                     | FL-519 nord (Fiske Blvd.) – Rockledge | |
| Cocoa                                                         | 201,360                                                       | 324,058                                                       | 201                                                                                     | FL-520 (King Street) – Merritt Island, Cocoa Beach, Orlando | |
| Cocoa                                                         | 202,531                                                       | 325,942                                                       | 202                                                                                     | FL-524 – Cocoa, West Cocoa | |
|                                                               | 205,309                                                       | 330,413                                                       | 205                                                                                     | FL-528 (autoroute à péage à l'ouest) – Cape Canaveral, Port Kennedy, Orlando | |
| 208,208                                                       | 335,078                                                       | 208                                                           | Port Saint-John Pkwy. – Port Saint-John                                                 | | |
| 211,832                                                       | 340,911                                                       | 212                                                           | FL-407, vers FL-528 ouest – Titusville, Orlando                                         | pour la 407 sud vers la 528 ouest, sortie sud et entrée nord seulement // pour la 407 nord, entrée sud et sortie nord seulement | |
| Titusville                                                    | 215,528                                                       | 346,859                                                       | 215                                                                                     | FL-50 (Cheney Frwy.) – Orlando, Titusville | |
| Titusville                                                    | 219,976                                                       | 354,017                                                       | 220                                                                                     | FL-406 (Garden Street) | |
|                                                               | 223,605                                                       | 359,857                                                       | 223                                                                                     | FL-46, Sanford, Mims | |
| 231,178                                                       | 372,045                                                       | 231                                                           | County Road 5A (Stuck Way Rd.) – Scottsmoor, Oak Hill                                   | | |
| Edgewater                                                     | 244,042                                                       | 392,748                                                       | 244                                                                                     | FL-442 (Indian River Blvd.) – Oak Hill | |
| New Smyrna Beach                                              | 248,887                                                       | 400,535                                                       | 249                                                                                     | FL-44 – DeLand, New Smyrna Beach | |
| Port Orange                                                   | 255,875                                                       | 411,791                                                       | 256                                                                                     | FL-421 (Bunlawton Ave.)(Taylor Ave.) – Port Orange | |
| Daytona Beach                                                 | 260,427                                                       | 419,117                                                       | 260                                                                                     | I-4 ouest, FL-400 est (Beville Rd.) – Orlando, Tampa Bay, South Daytona | sortie 132 de la I-4; terminus est de l'I-4; échangeur cloverleaf |
| Daytona Beach                                                 | 261,717                                                       | 421,193                                                       | 261                                                                                     | US 92, FL-600 (International Speedway Blvd.) – DeLand, Daytona Beach Centre | signé 261A et 261B direction sud |
| Daytona Beach                                                 | 265,206                                                       | 426,808                                                       | 265                                                                                     | County Road 4019 (LPGA Blvd.) – Holly Hill | |
| Ormond Beach                                                  | 267,871                                                       | 431,097                                                       | 268                                                                                     | FL-40 (Tomoka Rd.) – Ocala, Ormond Beach | |
| Ormond Beach                                                  | 273,447                                                       | 440,070                                                       | 273                                                                                     | US 1, FL-5 – Ormond Beach, Bunnell | |
| Palm Coast                                                    | 278,396                                                       | 448,035                                                       | 278                                                                                     | Marco Polo Rd., Old Dixie Hwy. | |
| Palm Coast                                                    | 283,647                                                       | 456,486                                                       | 284                                                                                     | FL-100 (Moody Blvd.) – Bunnell, Flagler Beach | |
| Palm Coast                                                    | 289,444                                                       | 465,815                                                       | 289                                                                                     | County Road 1424 (Palm Coast Pkwy.) – Palm Coast centre, Marineland | |
|                                                               | 298,056                                                       | 479,675                                                       | 298                                                                                     | US 1, FL-5 – Bunnell, Saint Augustine | |
| 305,227                                                       | 491,215                                                       | 305                                                           | FL-206 – Hastings, Crescent Beach                                                       | | |
| Vermont Heights                                               | 310,923                                                       | 500,382                                                       | 311                                                                                     | FL-207 – Palatka, Saint Augustine centre | |
|                                                               | 317,560                                                       | 511,063                                                       | 318                                                                                     | FL-16 – Green Cove Springs, Saint-Augustine | |
| 323,250                                                       | 520,220                                                       | 323                                                           | International Golf Pkwy.                                                                | | |
| 329,143                                                       | 529,704                                                       | 329                                                           | County Road 210 – Green Cove Springs, Ponte Vedra Beach                                 | | |
| Jacksonville                                                  | 335,306                                                       | 539,623                                                       | 335                                                                                     | Saint-Augustine Rd. | |
| Jacksonville                                                  | 337,232                                                       | 542,722                                                       | 337                                                                                     | I-295, FL-9A – Orange Park, Plages de Jacksonville | autoroute de contournement de Jacksonville; sortie 1 de la 295 |
| Jacksonville                                                  | 338,530                                                       | 544,811                                                       | 339                                                                                     | US 1 (Philips Hwy.) | |
| Jacksonville                                                  | 339,342                                                       | 546,118                                                       | 340                                                                                     | FL-115 (Southside Blvd.) | sortie nord et entrée sud seulement |
| Jacksonville                                                  | 341,263                                                       | 549,210                                                       | 341                                                                                     | FL-152 (Baymeadows Rd.) | |
| Jacksonville                                                  | 343,594                                                       | 552,961                                                       | 344                                                                                     | FL-202 (Butler Blvd.) est – Jacksonville Beach | |
| Jacksonville                                                  | 345,044                                                       | 555,294                                                       | 345                                                                                     | Bowden Rd. | |
| Jacksonville                                                  | 345,420                                                       | 555,900                                                       | 346                                                                                     | FL-109 (University Blvd.) | du nord, il faut prendre la sortie 345; signé 346A et 346B |
| Jacksonville                                                  | 347,227                                                       | 558,808                                                       | 347                                                                                     | US 1 Alt, FL-126 (Emerson Street) | |
| Jacksonville                                                  | 348,694                                                       | 561,169                                                       | 348                                                                                     | US 1 sud (Philips Hwy.) | Sortie sud et entrée nord |
| Jacksonville                                                  | 349,060                                                       | 561,758                                                       | 349                                                                                     | US 90 est – Neptune Beach, Jacksonville Beach | sortie sud et entrée nord |
| Jacksonville                                                  | 349,492                                                       | 562,453                                                       | 350A                                                                                    | Riverside Ave. (Via FL-228), Mary Street, Prudential Drive, Main Street – JACKSONVILLE CENTRE-VILLE (depuis la I-95 nord) | sortie nord et entrée sud |
| Jacksonville                                                  | 349,833                                                       | 563,002                                                       | 350B                                                                                    | San Marco Blvd. | sortie sud et entrée nord |
| Jacksonville                                                  | 351,234                                                       | 565,256                                                       | 351A                                                                                    | Park Street | sortie nord et entrée sud |
| Jacksonville                                                  | 351,234                                                       | 565,236                                                       | 351B                                                                                    | I-10 ouest, US 17 sud – Orange Park, Lake City, Tallahassee, Mobile (AL), La Nouvelle-Orléans (LA) | Début du multiplex avec la US 17; terminus est de l'I-10, soit la troisième plus longue Interstate des États-Unis, en provenance de Los Angeles                        |
| Jacksonville                                                  | 351,234                                                       | 565,256                                                       | 351C                                                                                    | Stockton Street | depuis le nord, sortie via la sortie 351B; sortie sud et entrée nord seulement                                                                                         |
| Jacksonville                                                  | 352.025                                                       | 566.545                                                       | 352A                                                                                    | Forest Street – JACKSONVILLE CENTRE-VILLE (depuis la I-95 sud) | Sortie sud et entrée nord seulement |
| Jacksonville                                                  | 352,035                                                       | 566,545                                                       | 352B                                                                                    | Forsyth Street | aucune entrée nord; depuis la sud, via sortie 353A |
| Jacksonville                                                  | 352,035                                                       | 566,545                                                       | 352C                                                                                    | Monroe Street | depuis le sud, via sortie 353A |
| Jacksonville                                                  | 352,535                                                       | 567,350                                                       | 353A                                                                                    | Church Street | sortie sud seulement |
| Jacksonville                                                  | 352,535                                                       | 567,350                                                       | 353B                                                                                    | US 90 sud, US 17 nord, US 23, FL-139 sud (Union Street) | fin du multiplex avec US 17 |
| Jacksonville                                                  | 352,535                                                       | 567,350                                                       | 353C                                                                                    | US 23 nord, FL-139 nord (Kings Rd.) | |
| Jacksonville                                                  | 353,374                                                       | 568,700                                                       | 353D                                                                                    | FL-114 (8th Street) | |
| Jacksonville                                                  | 353,977                                                       | 569,671                                                       | 354                                                                                     | US 1 (Martin Luther King Jr. Pkwy.) | signé 354A et 354B |
| Jacksonville                                                  | 354,591                                                       | 570,659                                                       | 355                                                                                     | FL-122 (Golfair Blvd.) | |
| Jacksonville                                                  | 355,890                                                       | 572,749                                                       | 356                                                                                     | FL-115 nord (Lem Turner Rd.), FL-117 sud (Norwood Ave.) | signé 356A et 356B |
| Jacksonville                                                  | 356,666                                                       | 573,998                                                       | 357                                                                                     | FL-111 (Edgewood Ave.) | |
| Jacksonville                                                  | 357,755                                                       | 575,751                                                       | 358A                                                                                    | (Heckscher Dr., Zoo Pkwy.) vers l'US 17 | |
| Jacksonville                                                  | 358,037                                                       | 576,205                                                       | 358B                                                                                    | Broward Rd. | |
| Jacksonville                                                  | 359,524                                                       | 578,598                                                       | 360                                                                                     | FL-104 (Dunn Ave., Busch Dr.) | |
| Jacksonville                                                  | 361,618                                                       | 581,968                                                       | 362                                                                                     | I-295 (FL-9A) – Jacksonville Beach, vers I-10 ouest, Lake City | signé 362A et 362B; sortie 35 de la I-295 |
| Jacksonville                                                  | 363,155                                                       | 584,441                                                       | 363                                                                                     | FL-102 (Duval Rd.) – Aéroport international de Jacksonville | signé 363A et 363B |
| Jacksonville                                                  | 365,731                                                       | 588,587                                                       | 366                                                                                     | Pecan Park Rd. | |
| Hero                                                          | 372,863                                                       | 600,085                                                       | 373                                                                                     | FL-A1A, FL-200 – Callahan, Yulee, Fernandina Beach | |
| Becker                                                        | 379,481                                                       | 610,715                                                       | 380                                                                                     | US 17 – Becker, Kingsland (GA) | |
| Frontière Floride-Géorgie                                     | 382,097                                                       | 614,926                                                       | I-95 nord – Savannah (GA)                                                               | I-95 nord – Savannah (GA) | Extrémité nord de la I-95 en Floride |
| - Échangeur incomplet - Multiplex                             |                                                               |                                                               |                                                                                         | | |